# Becedas (kommun)
Becedas är en kommun i Spanien. Den ligger i provinsen Ávila i den autonoma regionen Kastilien och León i centrala delen av landet, 160 km väster om huvudstaden Madrid. Antalet invånare är 151 (2024).